# Fulbert de Chartres
Fulbert de Chartres, né en 960 et décédé le 10 avril 1028, était un écolâtre renommé. Auteur de poèmes liturgiques et épistolier, il fut nommé évêque de Chartres en 1006. Il n'est pas considéré comme saint par l'Église catholique, mais il a fait l'objet d'un culte, tardif, dans certains diocèses français où il est liturgiquement commémoré le 10 avril.

## Biographie
Il indique lui-même dans ses poèmes qu'il était issu d'un milieu très modeste. Quant à son origine géographique, elle reste très débattue : certains ont pensé qu'il était natif de Rome ou au moins de l'Italie ; d'autres qu'il venait du Poitou ; d'autres encore qu'il était originaire du comté de Roucy en Picardie.
Autrefois considéré (à tort) comme un élève de Gerbert d'Aurillac, on trouve sa trace à Chartres comme chanoine et écolâtre à partir de 1004. Son enseignement y gagne une grande notoriété et préfigure les futures écoles de la ville, bien que Fulbert ne puisse être directement lié à la renaissance du XIIe siècle. On n'y apprend pas seulement la théologie, mais encore la géométrie, la médecine, la philosophie.
Nombreux et fidèles seront ses disciples. Parmi ceux-ci, on connaît notamment : Bernard, écolâtre d'Angers, Bérenger de Tours, Adelman de Liège, Hildegaire, Sigon. Fulbert est aussi réputé comme conseiller des rois et des princes, notamment par sa proximité avec le roi Robert II le Pieux ou avec le duc Guillaume V d'Aquitaine.
Le roi de France Robert II le Pieux le fait nommer évêque de Chartres en 1006. Il est sacré fin octobre ou début novembre par Liéry, archevêque de Sens. Il sera un évêque consciencieux et intègre, soucieux de l'indépendance de l'Église, mais aussi de paix et de concorde dans le respect des personnes. C'est ainsi qu'il cherche à réconcilier le comte Eudes II de Blois avec le roi de France.
Il utilise le droit féodal qui est très respecté dans le nord du royaume tandis que les territoires du sud le pratiquent moins et l'oublient. À ce titre, le duc Guillaume V d'Aquitaine le consulte par une lettre pour lui demander quelles sont les obligations qu'a le vassal envers son seigneur, son vassal Hugues IV de Lusignan ne souhaitant pas lui obéir. Fulbert de Chartes lui répond dans une célèbre lettre que la fidélité se résume en six mots : « salut, sécurité, honneur, intérêt, facilité et liberté d'action . » et que « De son côté, le seigneur doit dans tout cela agir de même à l'égard de son fidèle. ».
Le 8 septembre 1020, la cathédrale de Chartres disparaît dans les flammes, seule subsiste la crypte. Fulbert se démène pour financer la construction d'une nouvelle basilique.
Ses dons musicaux furent mis au service de la liturgie et au service du culte marial qu'il contribue à développer.

## Œuvre conservée
On conserve de Fulbert de Chartres cent treize lettres (cent trente-huit lettres pour l'ensemble de la Correspondance), neuf sermons, plus trois textes de polémique contre les Juifs (comptés autrefois comme un seul Traité contre les Juifs) et une trentaine de poèmes et textes liturgiques. Les deux premières éditions imprimées des œuvres de Fulbert ont été données par Jean Papire Masson (Paris, 1585) et Charles Devilliers (Paris, 1608).
- Patrologia Latina, vol. 141, col. 163-373.
- (en) Frederick Behrends (éd., trad.), The Letters and Poems of Fulbert of Chartres, Oxford, Clarendon Press, 1976
- Juliette Clément (coord.), Fulbert de Chartres. Œuvres, correspondance, controverse, poésie (texte latin et traduction française), Société archéologique d'Eure-et-Loir, 2006.

Les lettres de Fulbert sont en grande partie adressées à d'autres évêques de son époque (notamment treize lettres adressées à l'archevêque de Sens Liéry, métropolitain de la province dont dépendait Chartres ; une adressée au pape Jean XIX ; une adressée à Bonipert, premier évêque de Pécs en Hongrie). Il écrit aussi à des abbés de monastère, notamment Odilon de Cluny (quatre lettres).
Parmi ses destinataires laïcs, on relève notamment le roi Robert II le Pieux (quinze lettres), le duc Guillaume V d'Aquitaine (cinq lettres), mais aussi une lettre au duc Richard II de Normandie et une autre au roi Knut le Grand (roi de Danemark et d'Angleterre).
Il y a aussi sa correspondance avec Hildegaire, son disciple le plus proche (à qui il adresse sept lettres, et douze lettres d'Hildegaire, dont six à Fulbert, sont rangées dans le même corpus de lettres).

## Culte
Il faut distinguer la renommée de Fulbert, parfois qualifié de saint homme à partir du XIIe siècle, de son culte liturgique, extrêmement tardif. Fulbert n'a jamais fait l'objet d'un procès de canonisation par l'Église catholique romaine. 
- À la fin du XIe siècle, il n'est pas encore qualifié de saint dans les documents qui citent ses écrits dévotionnels[8] ;
- Il est absent du calendrier parisien à la fin du Moyen-Âge (Perdrizet) ;
- À partir du XVIIIe siècle, dans le contexte du gallicanisme qui cherchait à fonder l’Église de France sur des modèles de sainteté locale, il a fait l'objet d'un culte dans certains diocèses français qui s'est prolongé jusqu'à nos jours[9]. Une statue ajoutée dans la cathédrale en mémoire de Fulbert bâtisseur n'est pas une preuve de culte[10] ;
- En 1784, il est totalement absent de l'édition officielle du martyrologe de l’Église catholique promulgué par Benoît XIV[11] ;
- En 1788, il n'est pas fait mention de Fulbert dans le processionnal et rituel du diocèse de Chartres. Il est absent des litanies qui y sont prescrites[12] ;
- En 1864, une chapelle lui est consacrée dans la crypte de la cathédrale de Chartres[13] ; deux vitraux de Gabriel Loire le représentant y sont installés en 1928 ;
- En 1954, François Lorin réalise un vitrail intitulé « Vie de saint Fulbert », installé dans une ancienne baie murée du transept sud, côté est (baie n° 32)[14],[15] ;
- En 2004, son inscription pour la première fois au martyrologe romain équivaut à une reconnaissance de culte[16] ;
- Actuellement, Fulbert est inscrit au calendrier des diocèses de l'Église de France (10 avril).

Représentations cultuelles
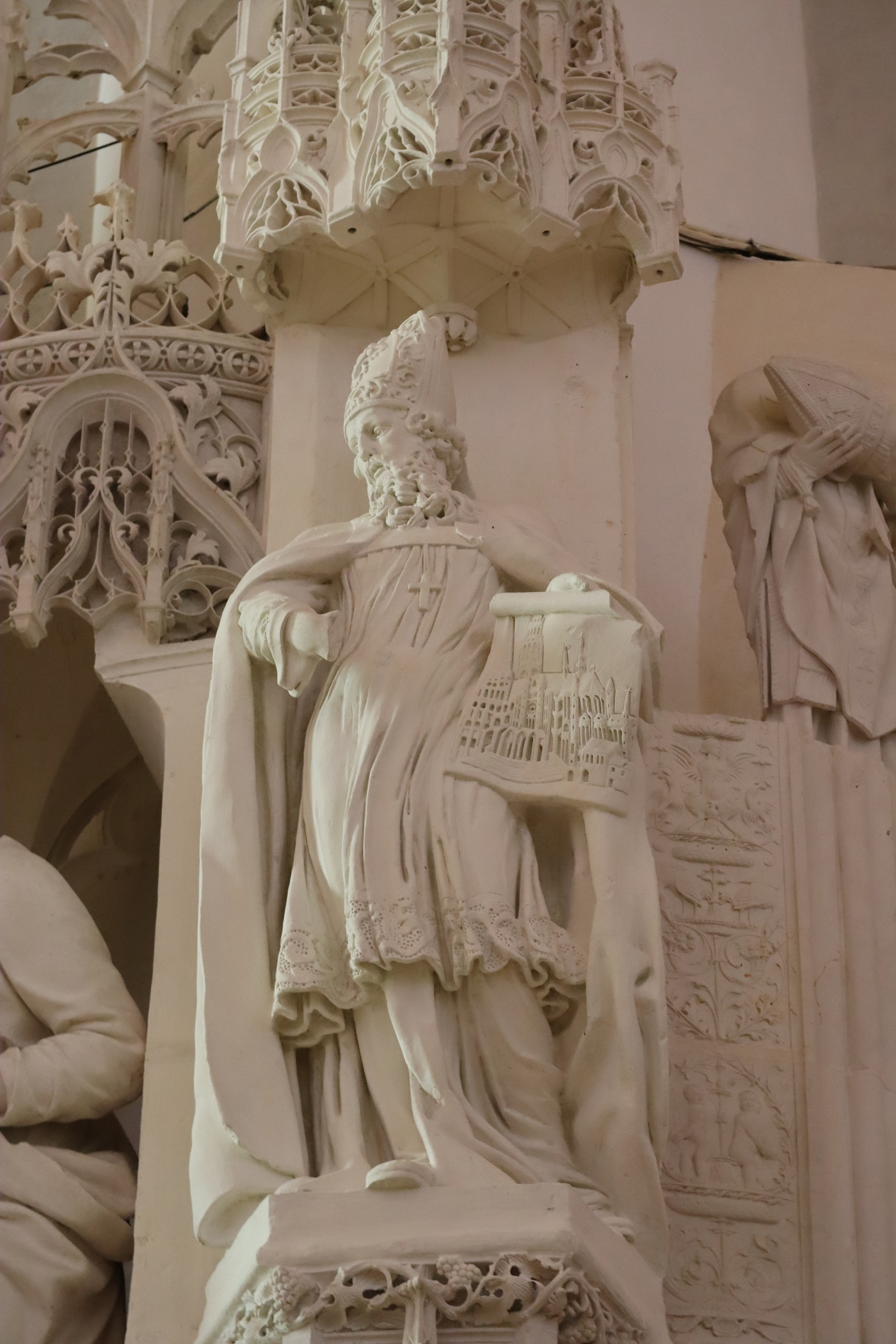
Fulbert présentant une maquette de la cathédrale, clôture du chœur[17].
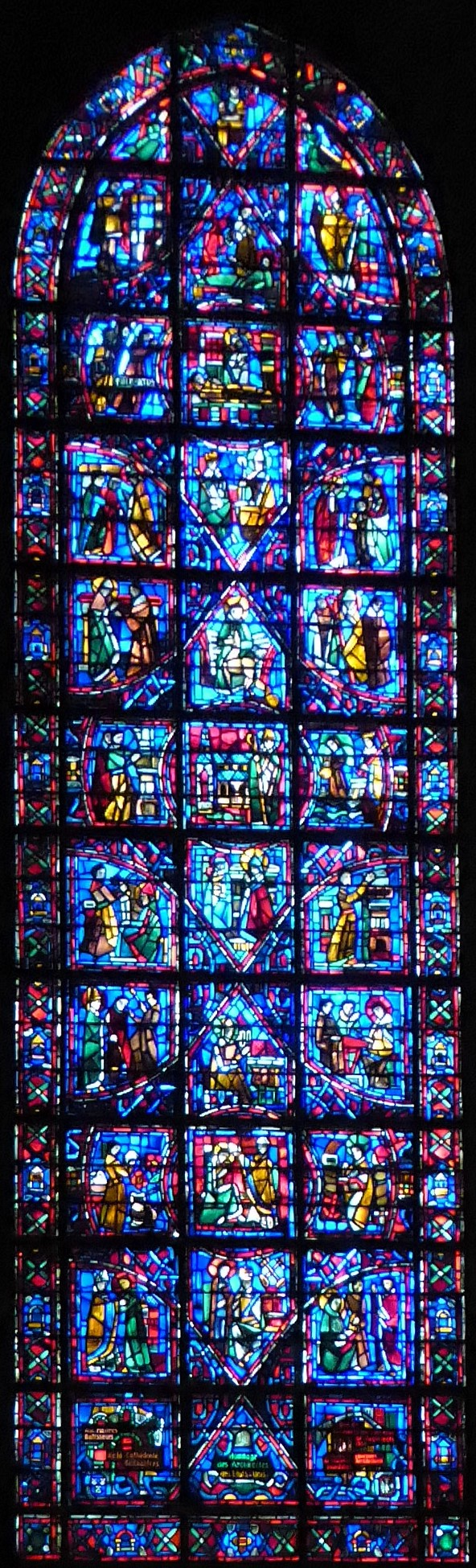
Vie de saint Fulbert, baie 32 du transept sud de la cathédrale de Chartres.
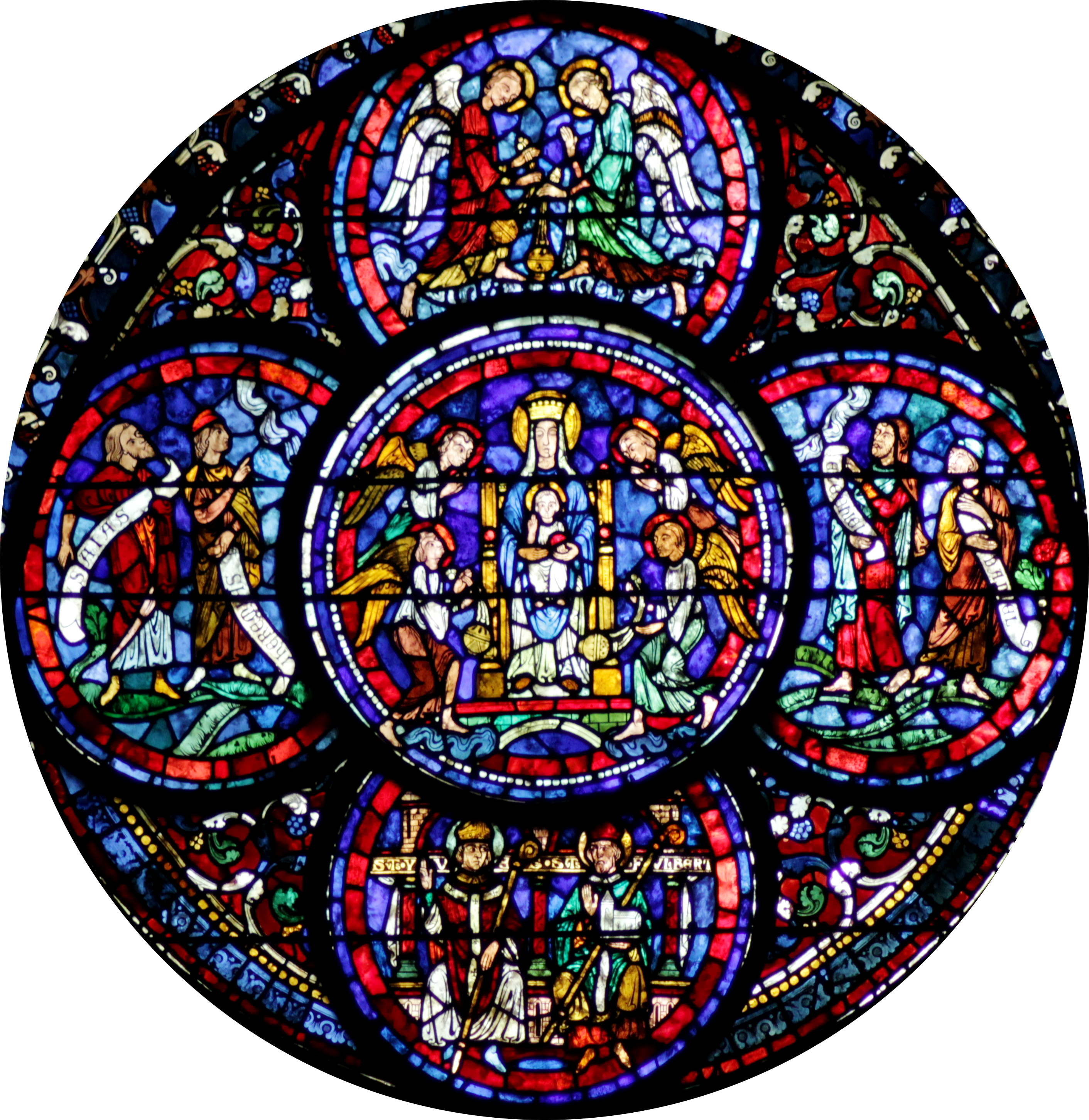
Vitrail des miracles de la Vierge : en bas, Fulbert tient une maquette de sa cathédrale.
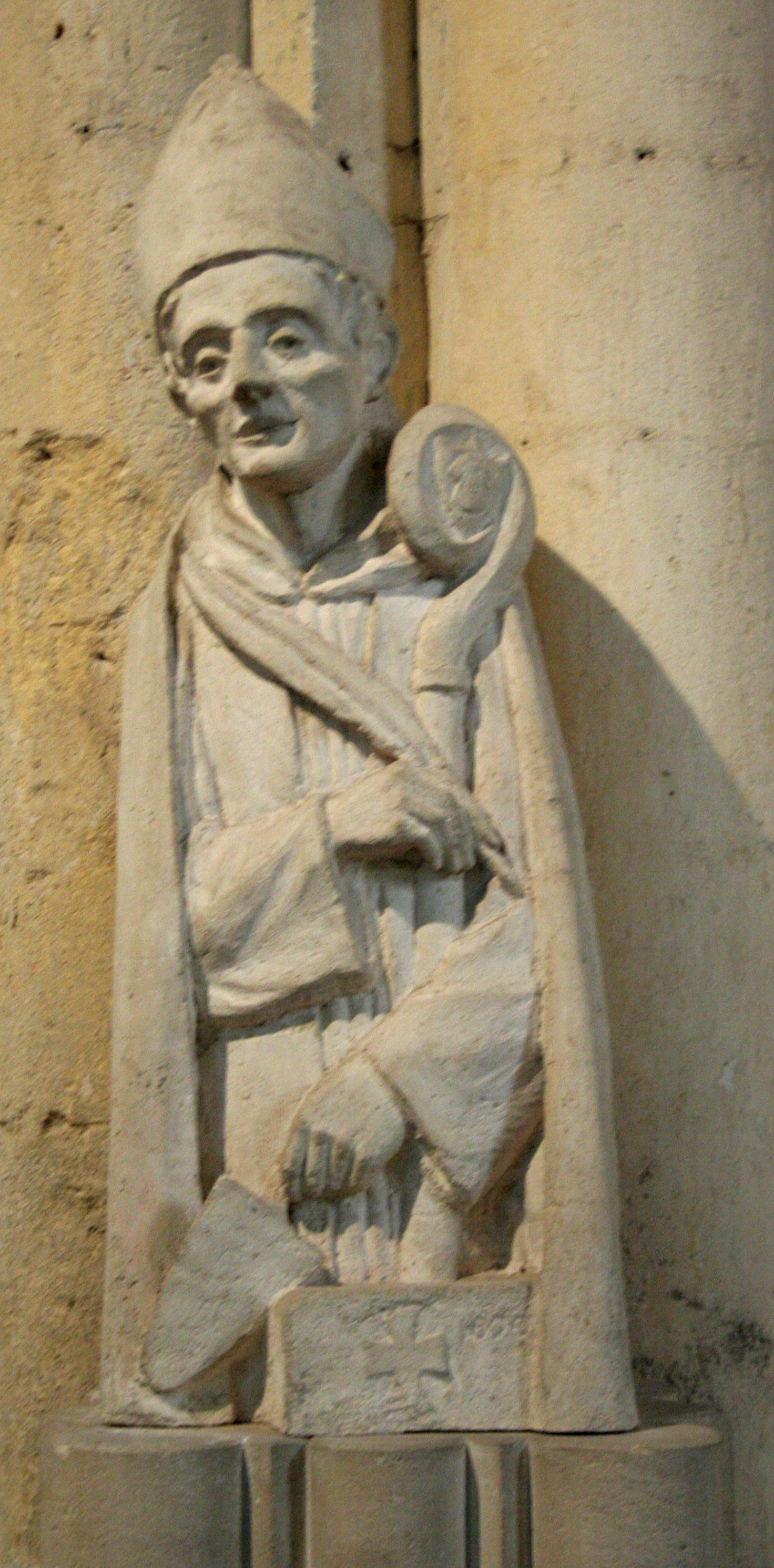
Fulbert, la truelle à la main, chapelle Sainte-Soline, église Saint-Pierre de Chartres.
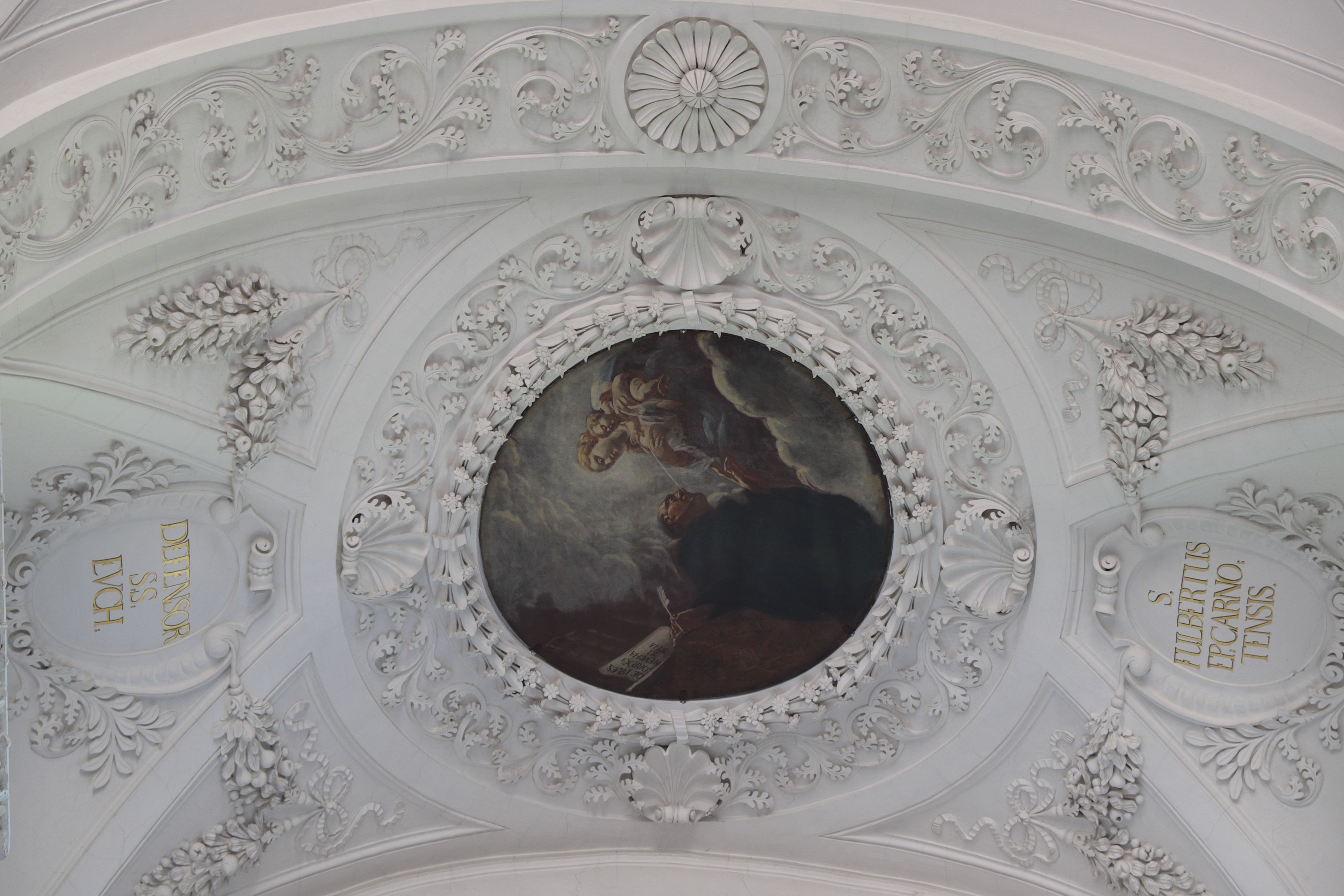
Fulbertus Carnotensis, ancienne abbaye d'Irsee, Bavière, Allemagne.

## Hommages
- Une plaque commémorative du XVIIe siècle dans l'église Saint-Pierre de Chartres mentionne son inhumation dans cette église en 1028 (ainsi que celles de l'évêque de Chartres Ragenfroy en 955 et de l'évêque de Dol Clément de Vitré en 1244),  Classé MH (1908)[18] ;
- Une statue contemporaine en bronze de l'évêque Fulbert de Chartres exécutée par Bernard Damiano (1926-2000) se trouve sur la place de la cathédrale chartraine ;
- Fulbert de Chartres, chantre de l'an 1000, Anne-Marie Deschamps, ensemble Venance Fortunat, CD L'Empreinte Digitale 13155, 1989 ;
- En 1999, après avoir été construit à la fin du VIe siècle puis successivement détruit et reconstruit plusieurs fois, un lycée, situé dans la rue Saint-Chéron de Chartres, obtient enfin son nom actuel de Lycée Fulbert ;
- Une rue de Chartres porte son nom au sein du cloître Notre-Dame : elle relie la rue Percheronne à la rue du cloître Notre-Dame.

Hommages
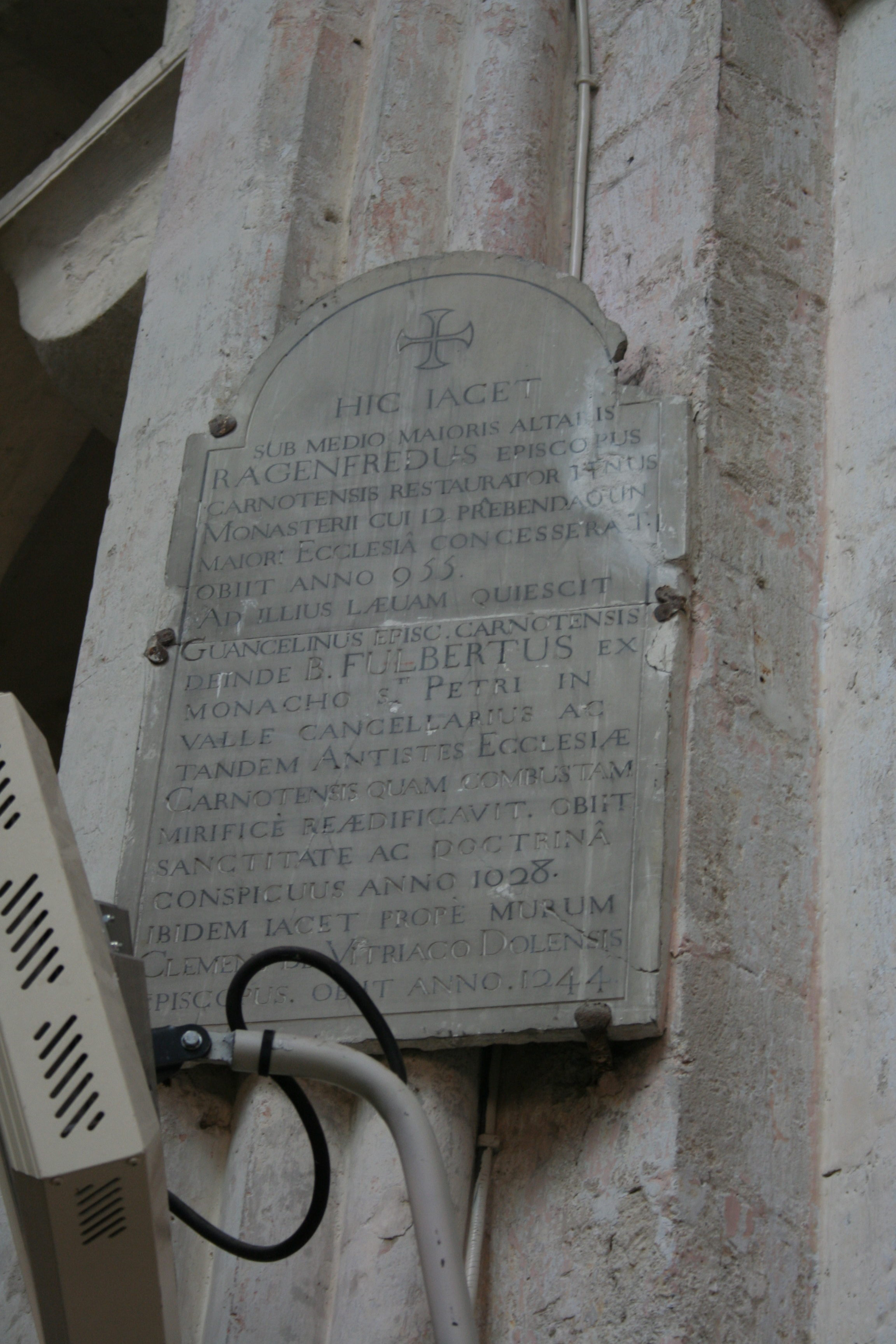
Plaque commémorant son inhumation en l'église Saint-Pierre de Chartres[18].
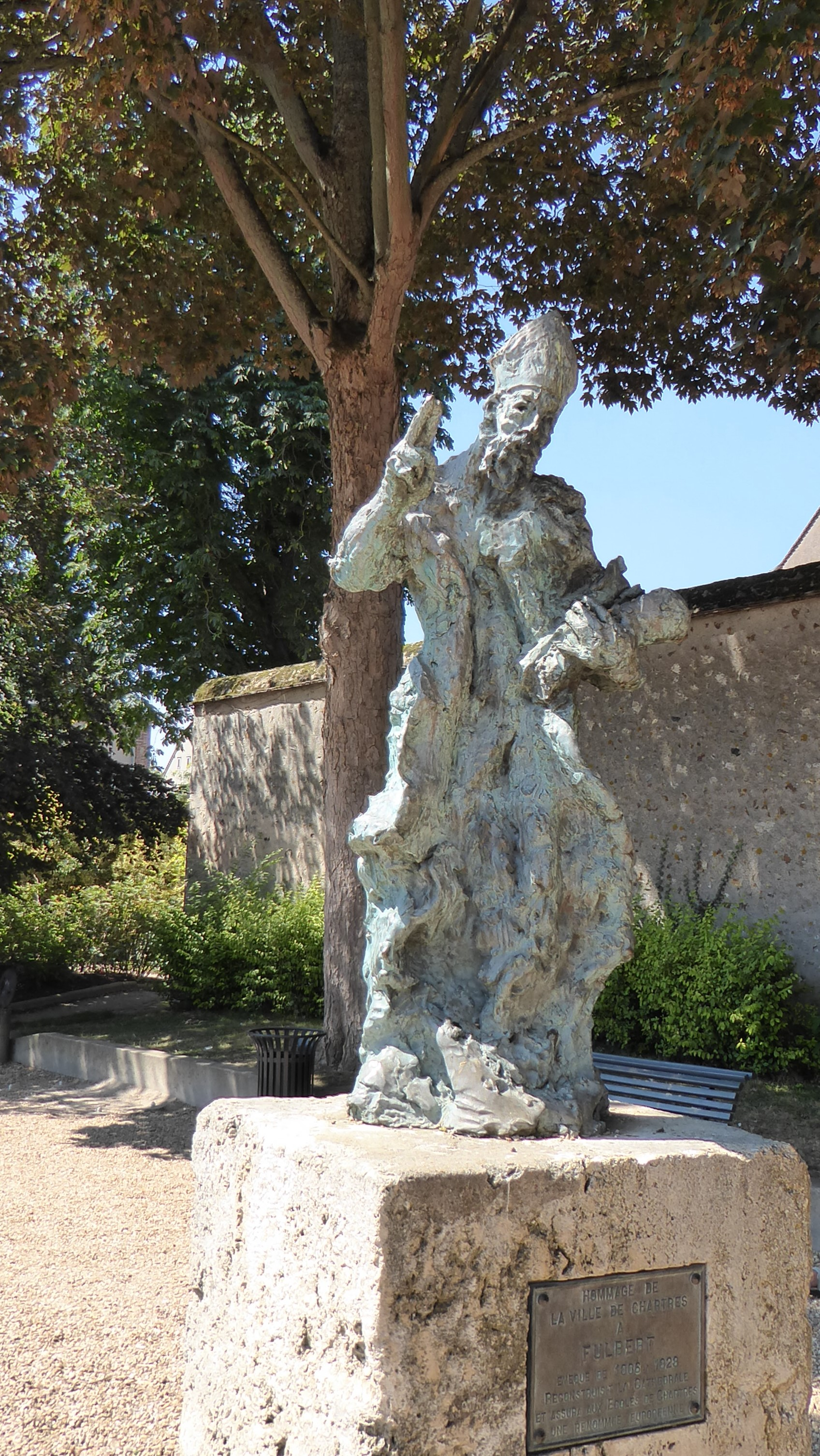
Statue sur la parvis de la cathédrale de Chartres de Bernard Damiano.
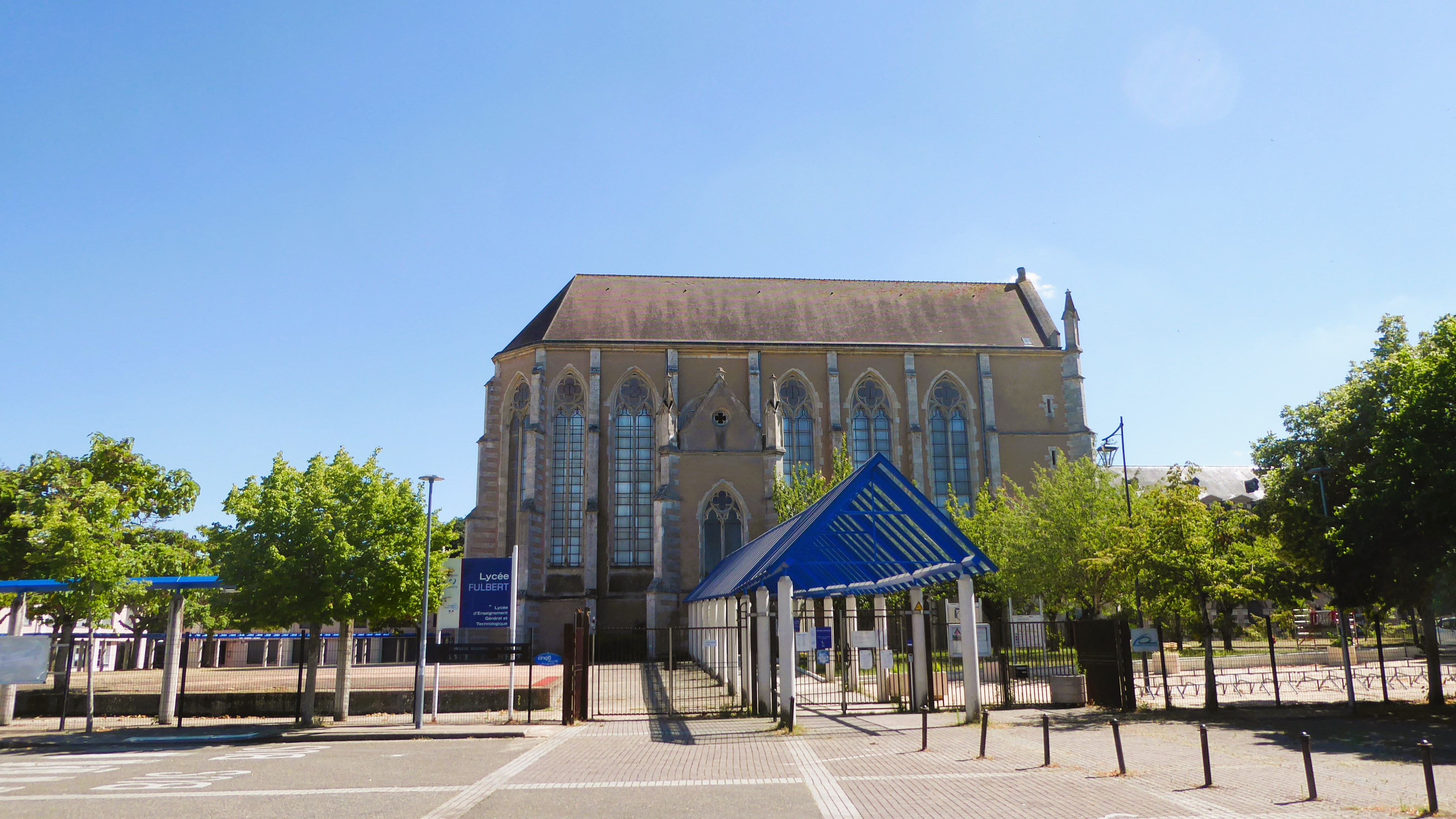
Chapelle du lycée Fulbert de Chartres.
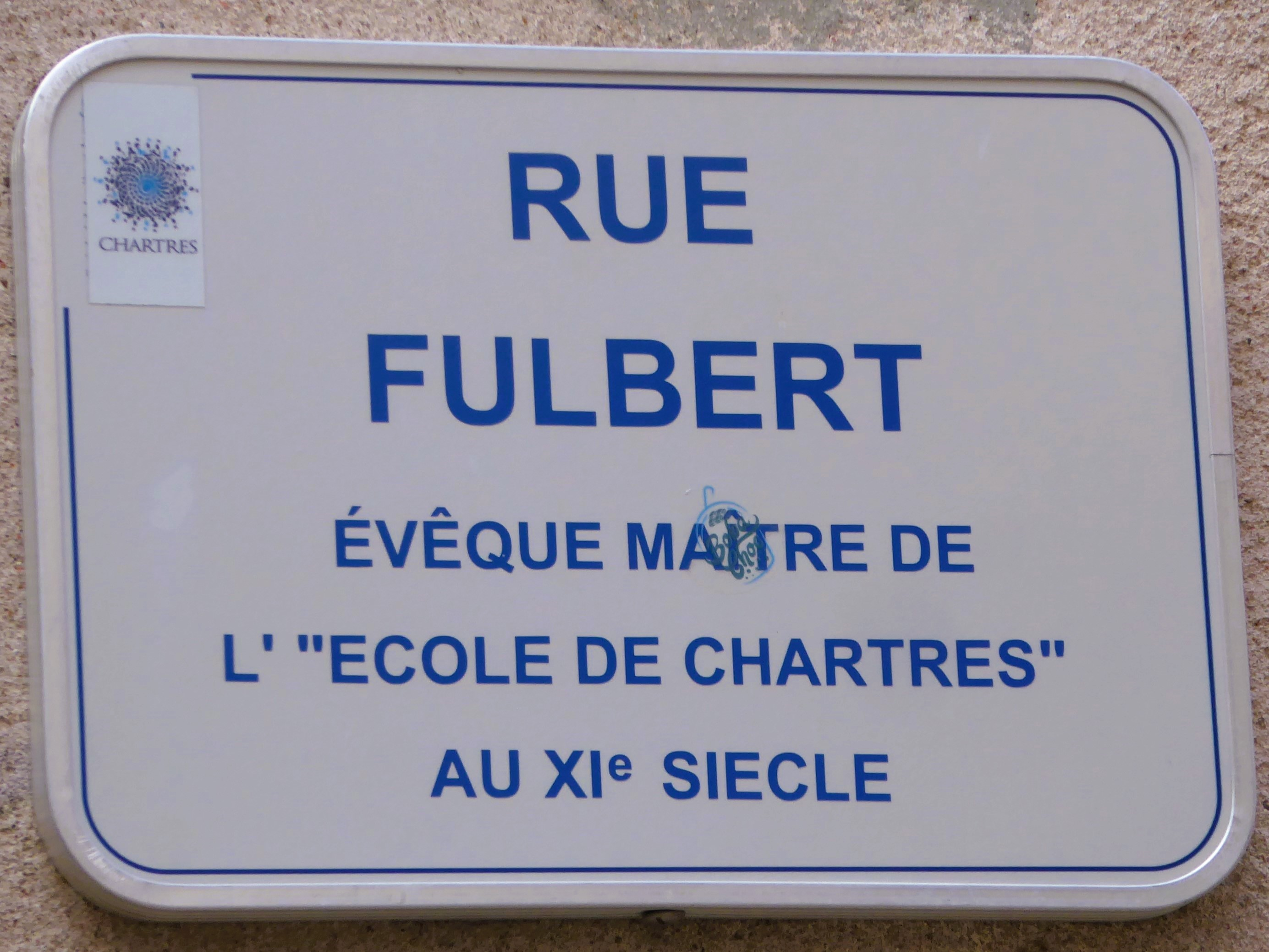
Plaque de la rue Fulbert de Chartres.